# Дългоопашат мармот
Дългоопашат мармот (Marmota caudata) е вид бозайник от семейство Катерицови (Sciuridae).

## Разпространение
Видът е разпространен в Афганистан, Индия, Киргизстан, Китай, Пакистан и Таджикистан.